# Temporada 1981 de las Grandes Ligas de Béisbol

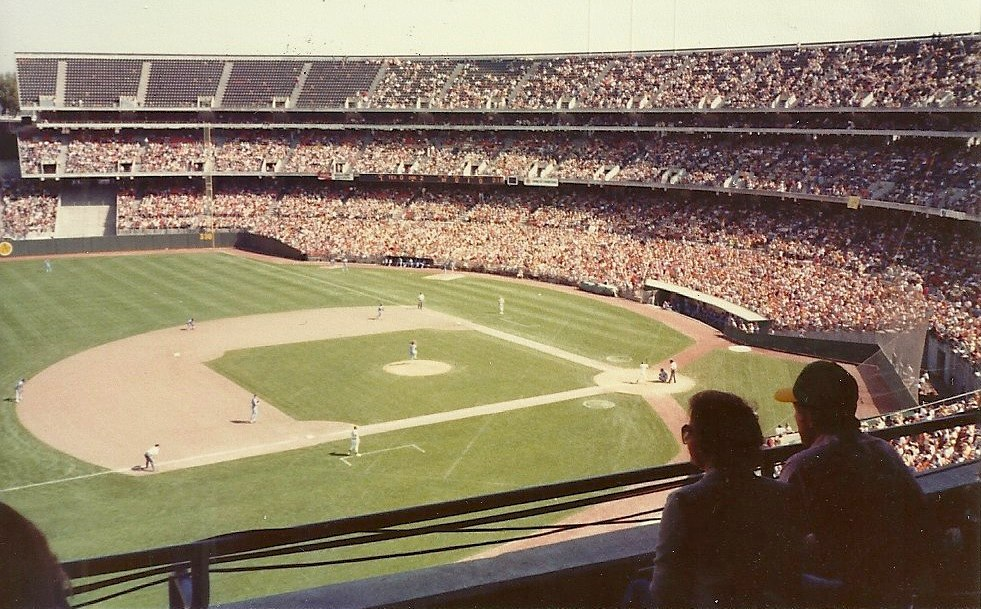
Oakland Athletics disputando un partido de local contra Texas Rangers en el O.co Coliseum durante la temporada

La Temporada 1981 de las Grandes Ligas de Béisbol comenzó el 8 de abril pero debido a la huelga, la temporada se dividió en dos mitades y los 
resultados de los playoffs se determinaron usando los ganadores de cada mitad. La primera mitad comenzó el 9 de abril y terminó el 11 de junio, 
mientras que la segunda mitad comenzó el 10 de agosto y terminó el 4 de octubre. 
El Juego de las Estrellas fue disputado el 9 de agosto en el Cleveland Stadium y fue ganado por la 
Liga Nacional con un marcador de 5-4
La Serie Mundial se llevó a cabo entre el 20 al 28 de octubre finalizó cuando Los Angeles Dodgers derrotó en 6 juegos a
New York Yankees.

## Premios y honores
- MVP
  - Robin Yount, Milwaukee Brewers (AL)
  - Dale Murphy, Atlanta Braves (NL)
- Premio Cy Young
  - Pete Vuckovich, Milwaukee Brewers (AL)
  - Fernando Valenzuela, Los Angeles Dodgers (NL)
- Novato del año
  - Cal Ripken, Jr., Baltimore Orioles (AL)
  - Fernando Valenzuela, Los Angeles Dodgers (NL)

## Temporada Regular

### Primera Parte
Liga Americana
| División Este     | División Este | División Este | División Este | División Este | División Este | División Este |
| Equipo            | V             | D             | CTE           | JD            | LOCAL         | VISITA        |
| ----------------- | ------------- | ------------- | ------------- | ------------- | ------------- | ------------- |
| New York Yankees  | 34            | 22            | .607          | -             | 19-7          | 15-15         |
| Baltimore Orioles | 31            | 23            | .574          | 2             | 17-7          | 14-16         |
| Milwaukee Brewers | 31            | 25            | .554          | 3             | 15-12         | 16-13         |
| Detroit Tigers    | 31            | 26            | .544          | 3             | 15-12         | 16-14         |
| Boston Red Sox    | 30            | 26            | .536          | 4             | 12-12         | 18-14         |
| Cleveland Indians | 26            | 24            | .520          | 5             | 10-13         | 16-11         |
| Toronto Blue Jays | 16            | 42            | .276          | 19            | 7-22          | 9-20          |

| División Oeste     | División Oeste | División Oeste | División Oeste | División Oeste | División Oeste | División Oeste |
| Equipo             | V              | D              | CTE            | JD             | LOCAL          | VISITA         |
| ------------------ | -------------- | -------------- | -------------- | -------------- | -------------- | -------------- |
| Oakland Athletics  | 37             | 23             | .617           | -              | 22-11          | 15-12          |
| Texas Rangers      | 33             | 22             | .600           | 1½             | 20-10          | 13-12          |
| Chicago White Sox  | 31             | 22             | .585           | 2½             | 18-8           | 13-14          |
| California Angels  | 31             | 29             | .517           | 6              | 14-19          | 17-10          |
| Kansas City Royals | 20             | 30             | .400           | 12             | 8-16           | 12-14          |
| Seattle Mariners   | 21             | 36             | .368           | 14½            | 12-22          | 9-14           |
| Minnesota Twins    | 17             | 39             | .304           | 18             | 9-20           | 8-19           |

Liga Nacional 
| División Este         | División Este | División Este | División Este | División Este | División Este | División Este |
| Equipo                | V             | D             | CTE           | JD            | LOCAL         | VISITA        |
| --------------------- | ------------- | ------------- | ------------- | ------------- | ------------- | ------------- |
| Philadelphia Phillies | 34            | 21            | .618          | -             | 21-7          | 13-14         |
| St. Louis Cardinals   | 30            | 20            | .600          | 1½            | 20-11         | 10-9          |
| Montreal Expos        | 30            | 25            | .545          | 4             | 21-7          | 9-18          |
| Pittsburgh Pirates    | 25            | 23            | .521          | 5½            | 11-12         | 14-11         |
| New York Mets         | 17            | 34            | .333          | 15            | 10-17         | 7-17          |
| Chicago Cubs          | 15            | 37            | .288          | 17½           | 13-17         | 2-20          |

| División Oeste       | División Oeste | División Oeste | División Oeste | División Oeste | División Oeste | División Oeste |
| Equipo               | V              | D              | CTE            | JD             | LOCAL          | VISITA         |
| -------------------- | -------------- | -------------- | -------------- | -------------- | -------------- | -------------- |
| Los Angeles Dodgers  | 36             | 21             | .632           | -              | 17-8           | 19-13          |
| Cincinnati Reds      | 35             | 21             | .625           | ½              | 17-11          | 18-10          |
| Houston Astros       | 28             | 29             | .491           | 8              | 14-14          | 14-15          |
| Atlanta Braves       | 25             | 29             | .463           | 9½             | 11-15          | 14-14          |
| San Francisco Giants | 27             | 32             | .458           | 10             | 13-14          | 14-18          |
| San Diego Padres     | 23             | 33             | .411           | 12½            | 11-13          | 12-20          |

### Segunda Parte
Liga Americana
| División Este     | División Este | División Este | División Este | División Este | División Este | División Este |
| Equipo            | V             | D             | CTE           | JD            | LOCAL         | VISITA        |
| ----------------- | ------------- | ------------- | ------------- | ------------- | ------------- | ------------- |
| Milwaukee Brewers | 31            | 22            | .585          | -             | 13-9          | 18-13         |
| Boston Red Sox    | 29            | 23            | .558          | 1½            | 18-11         | 11-12         |
| Detroit Tigers    | 29            | 23            | .558          | 1½            | 17-11         | 12-12         |
| Baltimore Orioles | 28            | 23            | .549          | 2             | 16-15         | 12-8          |
| Cleveland Indians | 26            | 27            | .491          | 5             | 15-16         | 11-11         |
| New York Yankees  | 25            | 26            | .490          | 5             | 13-12         | 12-14         |
| Toronto Blue Jays | 21            | 27            | .438          | 7½            | 10-14         | 11-13         |

| División Oeste     | División Oeste | División Oeste | División Oeste | División Oeste | División Oeste | División Oeste |
| Equipo             | V              | D              | CTE            | JD             | LOCAL          | VISITA         |
| ------------------ | -------------- | -------------- | -------------- | -------------- | -------------- | -------------- |
| Kansas City Royals | 30             | 23             | .566           | -              | 11-12          | 19-11          |
| Oakland Athletics  | 27             | 22             | .551           | 1              | 13-10          | 14-12          |
| Texas Rangers      | 24             | 26             | .480           | 4½             | 12-14          | 12-12          |
| Minnesota Twins    | 24             | 29             | .453           | 6              | 15-16          | 9-13           |
| Seattle Mariners   | 23             | 29             | .442           | 6½             | 8-15           | 15-14          |
| Chicago White Sox  | 23             | 30             | .434           | 7              | 7-16           | 16-14          |
| California Angels  | 20             | 30             | .400           | 8½             | 12-9           | 8-21           |

Liga Nacional 
| División Este         | División Este | División Este | División Este | División Este | División Este | División Este |
| Equipo                | V             | D             | CTE           | JD            | LOCAL         | VISITA        |
| --------------------- | ------------- | ------------- | ------------- | ------------- | ------------- | ------------- |
| Montreal Expos        | 30            | 23            | .566          | -             | 17-11         | 13-12         |
| St. Louis Cardinals   | 29            | 23            | .558          | 0.5           | 12-10         | 17-13         |
| Philadelphia Phillies | 25            | 27            | .481          | 4½            | 15-12         | 10-15         |
| New York Mets         | 24            | 28            | .462          | 5½            | 14-1          | 10-18         |
| Chicago Cubs          | 23            | 28            | .451          | 6             | 14-13         | 9-15          |
| Pittsburgh Pirates    | 21            | 33            | .389          | 9½            | 11-16         | 10-17         |

| División Oeste       | División Oeste | División Oeste | División Oeste | División Oeste | División Oeste | División Oeste |
| Equipo               | V              | D              | CTE            | JD             | LOCAL          | VISITA         |
| -------------------- | -------------- | -------------- | -------------- | -------------- | -------------- | -------------- |
| Houston Astros       | 33             | 20             | .623           | -              | 17-6           | 16-14          |
| Cincinnati Reds      | 31             | 21             | .596           | 1½             | 15-11          | 16-10          |
| San Francisco Giants | 29             | 23             | .558           | 3½             | 16-10          | 13-13          |
| Los Angeles Dodgers  | 27             | 26             | .509           | 6              | 16-15          | 11-11          |
| Atlanta Braves       | 25             | 27             | .481           | 7½             | 11-12          | 14-15          |
| San Diego Padres     | 18             | 36             | .333           | 15½            | 9-22           | 9-14           |

### Posiciones Generales
Las posiciones generales se presentan aquí como referencia, pero no se utilizaron para determinar los emparejamientos de playoffs.
Liga Americana
| División Este     | División Este | División Este | División Este | División Este | División Este | División Este |
| Equipo            | V             | D             | CTE           | JD            | LOCAL         | VISITA        |
| ----------------- | ------------- | ------------- | ------------- | ------------- | ------------- | ------------- |
| Milwaukee Brewers | 62            | 47            | 0.569         | —             | 28–21         | 34–26         |
| Baltimore Orioles | 59            | 46            | 0.562         | 1             | 33–22         | 26–24         |
| New York Yankees  | 59            | 48            | 0.551         | 2             | 32–19         | 27–29         |
| Detroit Tigers    | 60            | 49            | 0.550         | 2             | 32–23         | 28–26         |
| Boston Red Sox    | 59            | 49            | 0.546         | 2½            | 30–23         | 29–26         |
| Cleveland Indians | 52            | 51            | 0.505         | 7             | 25–29         | 27–22         |
| Toronto Blue Jays | 37            | 69            | 0.349         | 23½           | 17–36         | 20–33         |

| División Oeste     | División Oeste | División Oeste | División Oeste | División Oeste | División Oeste | División Oeste |
| Equipo             | V              | D              | CTE            | JD             | LOCAL          | VISITA         |
| ------------------ | -------------- | -------------- | -------------- | -------------- | -------------- | -------------- |
| Oakland Athletics  | 64             | 45             | 0.587          | —              | 35–21          | 29–24          |
| Texas Rangers      | 57             | 48             | 0.543          | 5              | 32–24          | 25–24          |
| Chicago White Sox  | 54             | 52             | 0.509          | 8½             | 25–24          | 29–28          |
| Kansas City Royals | 50             | 53             | 0.485          | 11             | 19–28          | 31–25          |
| California Angels  | 51             | 59             | 0.464          | 13½            | 26–28          | 25–31          |
| Seattle Mariners   | 44             | 65             | 0.404          | 20             | 20–37          | 24–28          |
| Minnesota Twins    | 41             | 68             | 0.376          | 23             | 24–36          | 17–32          |

Liga Nacional 
| División Este         | División Este | División Este | División Este | División Este | División Este | División Este |
| Equipo                | V             | D             | CTE           | JD            | LOCAL         | VISITA        |
| --------------------- | ------------- | ------------- | ------------- | ------------- | ------------- | ------------- |
| St. Louis Cardinals   | 59            | 43            | 0.578         | —             | 32–21         | 27–22         |
| Montreal Expos        | 60            | 48            | 0.556         | 2             | 38–18         | 22–30         |
| Philadelphia Phillies | 59            | 48            | 0.551         | 2½            | 36–19         | 23–29         |
| Pittsburgh Pirates    | 46            | 56            | 0.451         | 13            | 22–28         | 24–28         |
| New York Mets         | 41            | 62            | 0.398         | 18½           | 24–27         | 17–35         |
| Chicago Cubs          | 38            | 65            | 0.369         | 21            | 27–30         | 11–35         |

| División Oeste       | División Oeste | División Oeste | División Oeste | División Oeste | División Oeste | División Oeste |
| Equipo               | V              | D              | CTE            | JD             | LOCAL          | VISITA         |
| -------------------- | -------------- | -------------- | -------------- | -------------- | -------------- | -------------- |
| Cincinnati Reds      | 66             | 42             | 0.611          | —              | 32–22          | 34–20          |
| Los Angeles Dodgers  | 63             | 47             | 0.573          | 4              | 33–23          | 30–24          |
| Houston Astros       | 61             | 49             | 0.555          | 6              | 31–20          | 30–29          |
| San Francisco Giants | 56             | 55             | 0.505          | 11½            | 29–24          | 27–31          |
| Atlanta Braves       | 50             | 56             | 0.472          | 15             | 22–27          | 28–29          |
| San Diego Padres     | 41             | 69             | 0.373          | 26             | 20–35          | 21–34          |

## Postemporada
|  | Serie Divisional | Serie Divisional      | Serie Divisional    |                     |                     | Campeonato de la Liga | Campeonato de la Liga | Campeonato de la Liga |  |    | Serie Mundial    | Serie Mundial | Serie Mundial |
|  |                  |                       |                     |                     |                     |                       |                       |                       |  |    |                  |               |               |
|  | Este1            | New York Yankees      | 3                   |                     |                     |                       |                       |                       |  |    |                  |               |               |
|  | Este2            | Milwaukee Brewers     | 2                   |                     |                     |                       |                       |                       |  |    |                  |               |               |
|  | Este2            | Milwaukee Brewers     | 2                   |                     | Este                | New York Yankees      | 3                     |                       |  |    |                  |               |               |
|  | American League  |                       |                     |                     | Este                | New York Yankees      | 3                     |                       |  |    |                  |               |               |
|  |                  | Oeste                 | Oakland Athletics   | 0                   |                     |                       |                       |                       |  |    |                  |               |               |
|  | Oeste1           | Oeste                 | Oakland Athletics   | 0                   | Oakland Athletics   | 3                     |                       |                       |  |    |                  |               |               |
|  | Oeste1           |                       |                     |                     | Oakland Athletics   | 3                     |                       |                       |  |    |                  |               |               |
|  | Oeste2           | Kansas City Royals    | 0                   |                     |                     |                       |                       |                       |  |    |                  |               |               |
|  |                  |                       |                     |                     |                     |                       |                       |                       |  | AL | New York Yankees | 2             |               |
|  |                  |                       | NL                  | Los Angeles Dodgers | 4                   |                       |                       |                       |  |    |                  |               |               |
|  | Este1            | Philadelphia Phillies | 2                   |                     |                     |                       |                       |                       |  |    |                  |               |               |
|  | Este2            | Montreal Expos        | 3                   |                     |                     |                       |                       |                       |  |    |                  |               |               |
|  | Este2            | Montreal Expos        | 3                   |                     | Este                | Montreal Expos        | 2                     |                       |  |    |                  |               |               |
|  | National League  |                       |                     |                     | Este                | Montreal Expos        | 2                     |                       |  |    |                  |               |               |
|  |                  | Oeste                 | Los Angeles Dodgers | 3                   |                     |                       |                       |                       |  |    |                  |               |               |
|  | Oeste1           | Oeste                 | Los Angeles Dodgers | 3                   | Los Angeles Dodgers | 3                     |                       |                       |  |    |                  |               |               |
|  | Oeste1           |                       |                     |                     | Los Angeles Dodgers | 3                     |                       |                       |  |    |                  |               |               |
|  | Oeste2           | Houston Astros        | 2                   |                     |                     |                       |                       |                       |  |    |                  |               |               |

|                                           |
| Campeón Los Angeles Dodgers Quinto Título |

## Líderes de la liga

### Liga Americana
Líderes de Bateo
| Categoría           | Jugador                                          | Equipo          | Marca |
| ------------------- | ------------------------------------------------ | --------------- | ----- |
| Porcentaje de bateo | Carney Lansford                                  | BOS             | .336  |
| Cuadrangulares      | Bobby Grich Eddie Murray Dwight Evans Tony Armas | CAL BAL BOS OAK | 22    |
| Carreras Impulsadas | Eddie Murray                                     | BAL             | 78    |
| Carreras Anotadas   | Rickey Henderson                                 | OAK             | 89    |
| Hits                | Rickey Henderson                                 | OAK             | 135   |
| Robo de Bases       | Rickey Henderson                                 | OAK             | 56    |

Líderes de Pitcheo
| Categoría         | Jugador                                                  | Equipo                | Marca |
| ----------------- | -------------------------------------------------------- | --------------------- | ----- |
| Victorias         | Jack Morris Pete Vuckovich Dennis Martinez Steve McCatty | DET MIL BAL OAK       | 14    |
| Derrotas          | Luis Leal Juan Berenguer Jerry Koosman                   | TOR KCR, TOR MIN, CHW | 13    |
| ERA               | Sammy Stewart                                            | BAL                   | 2.32  |
| Ponches           | Len Barker                                               | CLE                   | 127   |
| Entradas Lanzadas | Dennis Leonard                                           | KCR                   | 201.2 |
| Juegos salvados   | Rollie Fingers                                           | MIL                   | 28    |

### Liga Nacional
Líderes de Bateo
| Categoría           | Jugador      | Equipo | Marca |
| ------------------- | ------------ | ------ | ----- |
| Porcentaje de bateo | Bill Madlock | PIT    | .341  |
| Cuadrangulares      | Mike Schmidt | PHI    | 31    |
| Carreras Impulsadas | Mike Schmidt | PHI    | 91    |
| Carreras Anotadas   | Mike Schmidt | PHI    | 78    |
| Hits                | Pete Rose    | PHI    | 140   |
| Robo de Bases       | Tim Raines   | MON    | 71    |

Líderes de Pitcheo
| Categoría         | Jugador               | Equipo  | Marca |
| ----------------- | --------------------- | ------- | ----- |
| Victorias         | Tom Seaver            | CIN     | 14    |
| Derrotas          | Steve Mura Pat Zachry | SDP HOU | 14    |
| ERA               | Nolan Ryan            | HOU     | 1.69  |
| Ponches           | Fernando Valenzuela   | LAD     | 180   |
| Entradas Lanzadas | Fernando Valenzuela   | LAD     | 192.1 |
| Juegos salvados   | Bruce Sutter          | STL     | 25    |